# Phuopsis stylosa
Phuopsis es un género monotípico de plantas con flores perteneciente a la familia de las rubiáceas. Su única especie: Phuopsis stylosa, es originaria de Asia desde el Cáucaso al noroeste de Irán.

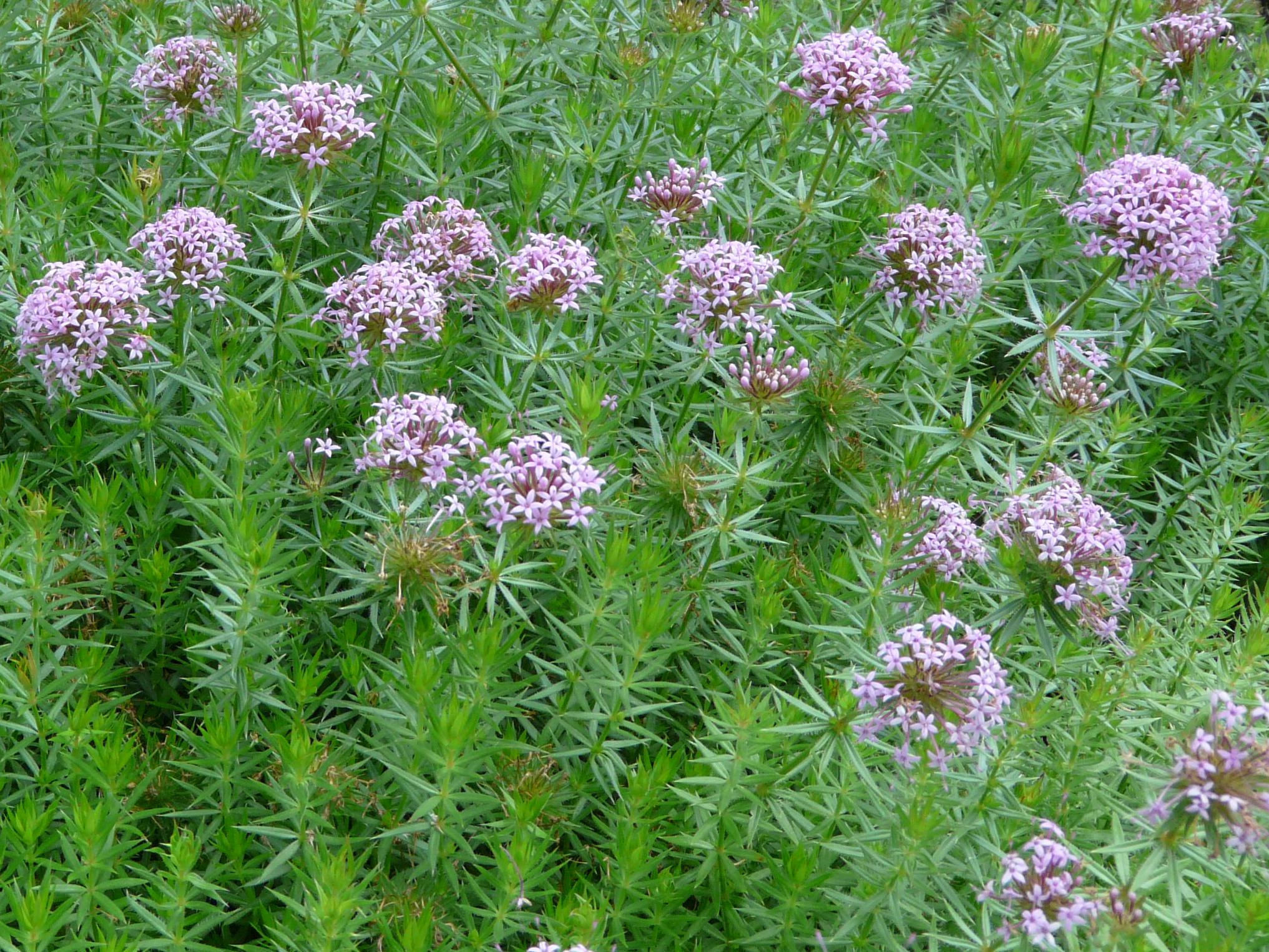
En su hábitat

## Descripción
Es una hierba aromática, que alcanza un tamaño de 20-60  cm de altura; las ramas cuadrangulares, glabras a escasamente peludas, por lo menos en los nodos y a lo largo de los ángulos. Las hojas parecidas al papel, estrechamente lanceoladas,  elípticas, u oblanceoladas de 12-30 × 1.5-6 mm, ambas superficies glabras, la base aguda para atenuada, el ápice agudo a acuminado con la punta acicular. Las inflorescencias son hemisféricas a subglobosas, de 1.5-3 cm de ancho (sin incluir hojas involucrales); las brácteas lanceoladas con forma de hoja, de 8-12 mm. Ovario elipsoide, de 1 mm, glabro. Corola glabra el exterior; tubo de 9-12 mm; lóbulos 5, 1-2 mm, oblongo-ovadas, ápice agudo. Mericarpos oblongo-obovados, de 1,5 mm. Fl. Mayo-agosto, fr. Agosto-septiembre.

## Distribución y hábitat
Cultivado en Shaanxi (Wugong), es nativo de los bosques caducifolios del suroeste de Asia (Azerbaiyán, Irán)

## Taxonomía
Phuopsis stylosa fue descrita por (Trin.) Hook.f. ex B.D.Jacks. y publicado en Index Kewensis 2: 505, en el año 1894.
Sinonimia
- Asperula ciliaris DC.
- Asperula stylosa (Trin.) Boiss.
- Crucianella stylosa Trin.
- Galium stylosum (Trin.) E.H.L.Krause
- Laxmannia fasciculata Trin.
- Nemostylis ciliaris (DC.) Steven[4]